# RERE
RERE‏ (Arginine-glutamic acid dipeptide repeats) هوَ بروتين يُشَفر بواسطة جين RERE في الإنسان.